# Pleuroascus
Pleuroascus är ett släkte av svampar. Pleuroascus ingår i familjen Pseudeurotiaceae, klassen Dothideomycetes, divisionen sporsäcksvampar och riket svampar.
| Pleuroascus | \| \| Pleuroascus nicholsonii \| \| \| \| |
|             | \| \| Pleuroascus nicholsonii \| \| \| \| |
|             | Pseudogymnoascus                          |
|             |                                           |
|             | Connersia                                 |
|             |                                           |
|             | Pseudeurotium                             |
|             |                                           |
|             | Teberdinia                                |
|             |                                           |
|             | Leuconeurospora                           |
|             |                                           |
|             | Pleuroascus nicholsonii                   |
|             |                                           |

|  | Pleuroascus nicholsonii |
|  |                         |